# Congregações Reformadas Neerlandesas
As Congregações Reformadas Neerlandesas  (CRN) ou Congregações Reformadas Holandesas (CRH), em inglês Netherlands Reformed Congregations, formam uma denominação reformada conservadora no Canadá, Estados Unidos e Bolívia, formada por imigrantes holandeses, membros das Congregações Reformadas.

## História

### Formação
Em 1830 um grupo de igrejas na Holanda separou-se da Igreja Reformada Neerlandesa e formou uma nova denominação chamada de Congregações Reformadas (Gemeenten Gereformeerde).
Distanciando-se de seus companheiros separatistas devido a disputas doutrinarias, Alberto van Raalte e seus associados (Cornelius Vander Meulen e Hendrik Scholte), lideram um processo de migração dos membros desta igreja para a América do Norte. Os imigrantes se estabeleceram em Illinois em 1865 e depois em Grand Rapids, Michigan, em 1870.
Em 1972, havia catorze Congregações Reformadas Holandesa nos Estados Unidos, a maioria continua realizando os seus cultos em holandês e Inglês, com mais de 10.000 membros.

### Dissidentes
Em 1967, um grupo de igrejas se separou da denominação por discordar da doutrina da oferta bem intencionada do Evangelho e formou as Congregações Reformadas na América do Norte
Em 1993 ocorreu outra divisão nas CRN. Um grupo de igrejas se separou e formou nova denominação que formam as  Congregações de Herança Reformada (CHR). Embora separa da CRN, as CHR continuaram a cooperar com o funcionamento das Escolas Cristãs, fundadas em conjunto.

### Situação Recentes
As Congregações Reformadas Holandesa na América do Norte continuam a ter relações estreitas com as suas igrejas irmãs, as Congregações Reformadas ( Gemeenten Gereformeerde) na Holanda. Os cultos da igreja na América do Norte são sobretudo conduzida no idioma Inglês, com alguns serviços ainda são realizados na língua holandesa.

### Demografia
A denominação cresceu continuamente desde 1957. Em 2001 era formada por 26 igrejas e 9.395 membros no Canadá e nos Estados Unidos. Em 2014 já tinha 27 igrejas e 10.790 membros. E em suas estatísticas de 2016 relatou ter 27 igrejas e 11.172 membros.

## Crenças e doutrinas básicas

### Soteriologia
A igreja segue os Cinco pontos do calvinismo.

### Batismo
As Congregações Reformadas Holandesas realizam o batismo infantil, mas acreditam que, apesar de serem batizadas, as crianças carregam ainda a necessidade de pessoal de nascer de novo. Segundo a denominação, o batismo inclui a criança em uma aliança externa na igreja como os israelitas que atravessaram o Mar Vermelho. Embora eles tenham recebido muitos benefícios com os filhos de Deus em um sentido passivo, até serem regenerados pelo Espírito Santo, eles continuaram fora do pacto da graça.

### Versão Bíblica
Os cultos são realizados utilizando exclusivamente a versão autorizada da Bíblia King James, e todas as músicas cantadas durante o culto são baseadas no livro de Salmos.

### Formulários Litúrgicos
De acordo com a tradição Reformada Holandesa a maioria das formas litúrgicas usadas são traduções dos formulários holandês editados por Petrus Dathenus (1531-1588) e utilizados durante os tempos da Reforma Protestante.

### Catecismo
A maioria dos membros da denominação vão a igreja duas ou três vezes ao domingo. O tema para o culto de uma semana está baseada em um dos 52 dias do Senhor do Catecismo de Heidelberg. Desta forma, todas as várias doutrinas são ensinadas pelo menos uma vez por ano.

## Credos e Confissões
A igreja subscreve as Três Formas da Unidade (Confissão de Fé Belga, Catecismo de Heidelberg e Cânones de Dort).

## Campos de missão
As Congregações Reformadas Neerlandesas estão envolvidas no trabalho missionário na área de Loma Alta da Bolívia. Há também um posto de missão em Baldwin, Michigan.

## Educação

### Escola Dominical e aulas de catecismo
Em geral, as igrejas promove a Escola Dominical e aulas do catecismo para os jovens das congregações. Estas aulas podem ser realizadas após o culto da manhã de domingo.

### Ensino fundamental/Ensino Médio
A Associação Educacional Cristã Reformada Holandesa consiste em doze escolas em todo os Estados Unidos e Canadá, com cerca de 3.100 alunos a partir do ano letivo de 2006-2007.

## Publicações

### Revistas e Artigos
- A bandeira da verdade (The Banner of Truth) - uma publicação mensal da denominação
- Conhecimento (Insight Into) - A publicação oficial para a juventude da denominação
- Paul - revista bimestral publicado pela Junta de Missões denominacionais
- Aprender e Viver (Learning and Living) - A publicação oficial da Associação de Holanda Cristã Reformada do Educador.

### Livros
- Meditações Preciosas (Treasured Meditations) - Impressões e reimpressões de sermões, panfletos e literatura espiritual outras.